# Al-Malikiyah District
Al-Malikiyah District (arabiska: منطقة الدجلة, منطقة المالكية) är ett distrikt i Syrien.   Det ligger i provinsen al-Hasakah, i den nordöstra delen av landet, 600 kilometer nordost om huvudstaden Damaskus.
Omgivningarna runt Al-Malikiyah District är i huvudsak ett öppet busklandskap. Runt Al-Malikiyah District är det ganska tätbefolkat, med 179 invånare per kvadratkilometer.